# Diego García de Moguer
Diego García de Moguer (Moguer, 1484 - Oceà Índic, 1544), va ser un mariner i explorador castellà, que també va estar al servei del Regne de Portugal.

## Biografia
Va participar en l'expedició de Magalhães-Elcano que va donar la primera volta al món entre 1519 i 1522.
El 15 de gener de 1526 va salpar des de La Corunya al comandament d'una expedició de tres naus, finançada per comerciants per buscar la ruta de les espècies, seguint el camí que va fer Elcano i passant per l'estret de Magallanes. En el camí, al febrer de 1528, es va aturar a explorar la zona del riu de la Plata. Navegant a l'abril pel riu Paraná, va trobar d'improvís el fort Sancti Spiritus.
Sorprès i indignat, va ordenar al capità Caro, designat per Sebastià Cabot, que abandonés el lloc, ja que aquesta era conquesta que només a ell li pertanyia per haver estat designat per Espanya per explorar aquestes terres. Però vençut pels precs de Caro i la seva gent perquè anés en auxili de Cabot, García va seguir aigües amunt i (entre el que actualment són les localitats de Goya i Bella Vista) es va trobar amb el venecià, amb qui es va comprometre a cooperar a la recerca de la «Serralada de la Plata», i junts van explorar el riu Pilcomayo, per seguir després cap a l'estret.
Mentres tant, a Sancti Spiritus, els espanyols van descuidar la defensa del fort, i al setembre de 1529, abans de l'alba, els indígenes van prendre per assalt la fortalesa. Sebastià Cabot i Diego García de Moguer es trobaven en aquest moment en l'assentament de Sant Salvador, preparant homes i embarcacions, i no sabien res del que s'estava desenvolupant a Sancti Spiritu, fins que van veure arribar a Gregorio Caro amb els supervivents, i la terrible notícia de la destrucció del fort.
Immediatament, Cabot i García es van dirigir al fort intentant rescatar als seus homes. A les rodalies de Sancti Spiritu van trobar alguns cadàvers completament mutilats; els vaixells destrossats i enfonsats, els magatzems saquejats i incendiats. Només dos canons van quedar com a testimonis de la primera fortalesa que es va aixecar en terra argentina.
El 24 d'agost de 1534 va viatjar de nou a la caravel·la Concepció cap al territori del riu de la Plata, va passar per l'illa de Santiago de Cap Verd, després a Brasil, on va remuntar l'estuari del Plata pels rius Uruguai i Paranà i es va convertir en un dels primers veïns del primigeni assentament de Santa María del Buen Aire (l'actual ciutat de Buenos Aires) fundada per Pedro de Mendoza, i posteriorment va tornar a Espanya.
En una posterior exploració portuguesa el 1544, va descobrir (o redescobrir) l'arxipèlag de les Txagos. La major de les illes, Diego García, pot haver rebut el seu nom, encara que també pot derivar d'una transliteració europea i britànica, ja que en els mapes antics també es deia illa de Don Gràcia (o Don Garcia de Noronha) i Deo Gracias.
Va morir en el viatge de retorn, enmig de l'oceà Índic, davant les costes sud-africanes.